# Amaioua pedicellata
Amaioua pedicellata är en måreväxtart som beskrevs av John Duncan Dwyer. Amaioua pedicellata ingår i släktet Amaioua och familjen måreväxter. Inga underarter finns listade i Catalogue of Life.